# Hans Koch (musicien)
Pour les articles homonymes, voir Koch.
Hans Koch (né le 4 septembre 1948 à Bienne) est un instrumentiste à vent à  anche simple (clarinette, clarinette basse, clarinette contrebasse, saxophone soprano et ténor, électronique, sampling, séquenceur) suisse et compositeur qui se produit dans le domaine du jazz et de l'improvisation libre. En tant qu'instrumentiste, il a développé un style très original.

## Biographie et activité
Après des études de musique classique aux conservatoires de Bienne et de Zurich et une première carrière de musicien d'orchestre, Hans Koch a travaillé depuis 1981 avec des musiciens comme Werner Lüdi, Cecil Taylor, Fred Frith, Paul Lovens, Louis Sclavis, Evan Parker, Barry Guy, Barre Phillips, Joëlle Léandre, Paul Bley, Jim O'Rourke, Fennesz, Anthony Coleman ou Butch Morris. Il a régulièrement collaboré avec le violoncelliste Martin Schütz et les batteurs Fredy Studer ou Marco Käppeli, ainsi qu'avec le compositeur suisse Daniel Ott. Il forme également un trio avec Urs Leimgruber et Omri Ziegele. En tant que compositeur, il a marqué dès le début le son original du trio Koch-Schütz-Studer, connu pour son jeu hard core, dont le cinéaste Peter Liechti a fait le portrait dans son film Hardcore Chambermusic. En outre, il a composé de la musique pour des pièces radiophoniques et des films. Depuis les années 1990, il a élargi les sonorités de ses instruments en intégrant l'électronique, les samples et l'informatique.
Hans Koch compte parmi les improvisateurs d'instruments en bois à anche simple les plus innovants d'Europe. En 1985, il a été élu meilleur soliste au festival de jazz de Lugano. Il a reçu le prix culturel de la ville de Bienne en 1986, le prix musical du canton de Berne en 2002 et a reçu plusieurs bourses d'études et des contributions à des œuvres de cantons suisses.